# Set-aside

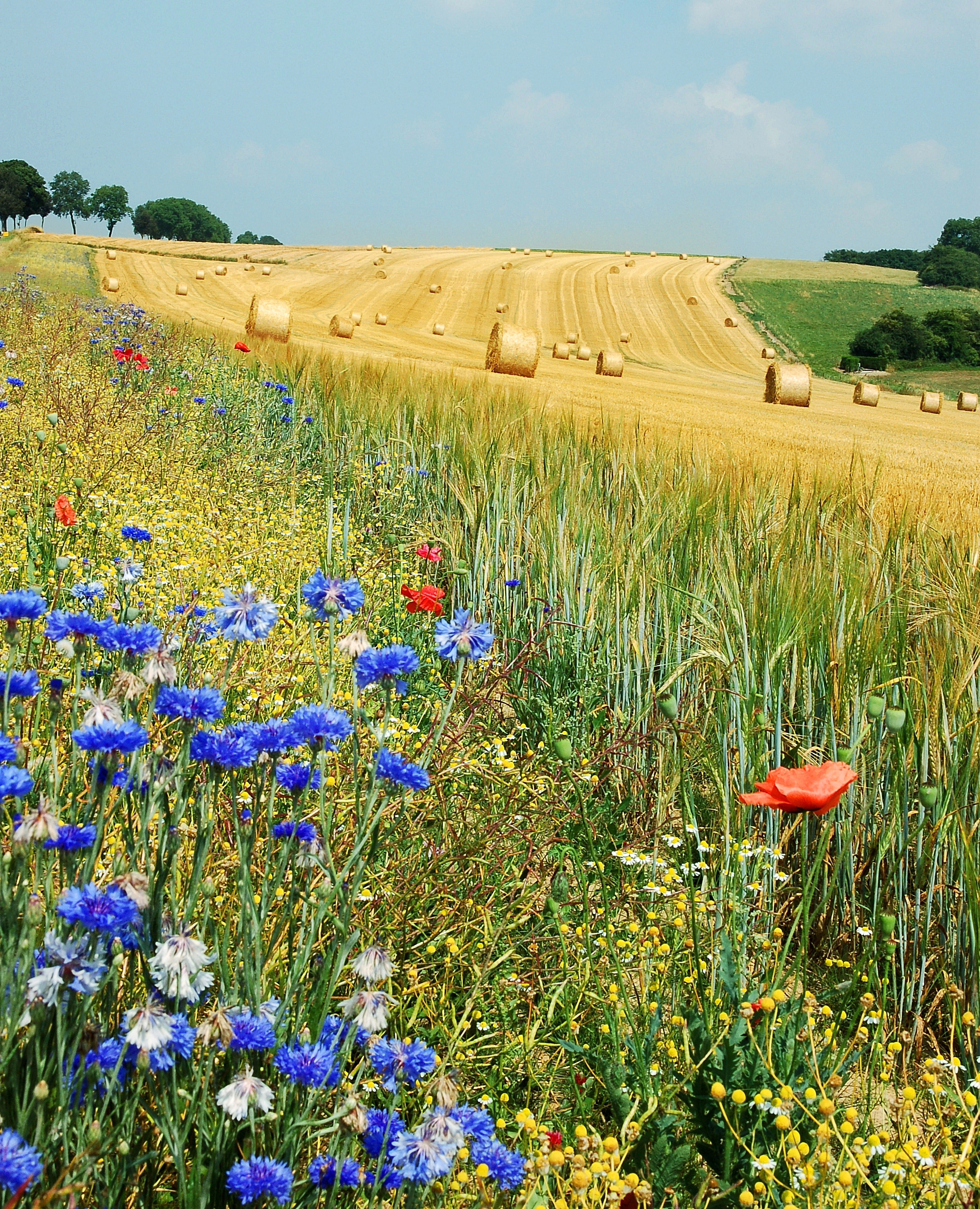
Fioritura a Centaurea e Papavero sui margini incolti di campi mietuti a grano

Il set-aside (in inglese, letteralmente, mettere da parte) è stato un regime agronomico adottato nell'ambito della politica agricola comune. Introdotto dall'Unione europea nel 1988 (Regolamento CEE 1272/88), consisteva nel ritiro dalla produzione di una determinata quota della superficie agraria utilizzata: questa doveva essere lasciata a riposo per periodi più o meno lunghi (anche fino a 20 anni). La pratica agronomica era ispirata dalla necessità di controllare la sovrapproduzione di cereali, e di altri seminativi, al fine di evitare gli effetti depressivi sui prezzi agricoli.
La scelta di destinare porzioni di terreno al set-aside era incentivata dalla politica agricola comune (PAC), che prevedeva la corresponsione di un contributo economico al proprietario del fondo.
Nata, in principio, quale politica di intervento sui prezzi di mercato dei seminativi, la pratica del set-aside è risultata di interesse anche per alcuni positivi effetti che, a certe condizioni, è in grado di irradiare sulla qualità ecologica e la biodiversità dei paesaggi agrari.
Le possibilità di impiegare terreni marginali in colture a set-aside è stata studiata come una fonte per ottenere combustibile organico da avviare alla produzione di energie rinnovabili mediante combustione in centrali a biomassa, senza sottrarre suoli di pregio alla produzione agraria.

## Correzioni di rotta
Al fine di migliorarne l'impatto ecologico, nel 1992 si introdusse il set-aside accompagnato da metodi di rotazione colturale.
Nel corso degli anni 2000, le politiche di sostegno al set-aside sono state oggetto di ripensamento, alla luce del mutato contesto agroalimentare mondiale caratterizzato da tendenze economiche globali caratterizzate da crescita dei prezzi in agricoltura. La rimodulazione dell'intervento intendeva mitigare la carenza di offerta sul mercato comunitario dei cereali, incrementando lo stock delle forniture e favorire una discesa dei prezzi dopo due stagioni consecutive di raccolti più bassi
A seguito di questo, il 16 luglio 2007, la Commissione europea annunciò l'intenzione di pubblicare una proposta di riduzione delle richieste di set-aside fino all'azzeramento nel 2008, e la proposta fu formalmente adottata il 26 settembre 2007.
Il 20 novembre 2008, la Commissione decise di abolire completamente il set-aside attraverso il processo di riforma delle politiche agrarie comuni, noto come CAP Health Check

## Impatto sull'ecologia dei suoli e sulla biodiversità

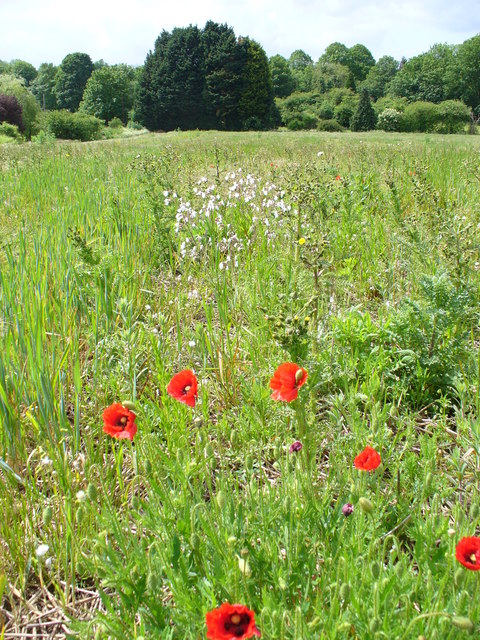
Campi destinati a set-aside a Effingham, nel Surrey, nel 2007

La pratica del set-aside rientrava tra le politiche comunitarie di intervento sui prezzi e sui mercati agricoli e non aveva, all'origine, alcuna motivazione di natura ecologica o legata a considerazioni sulla biodiversità. Tuttavia, si sperava che l'adozione di tali accorgimenti colturali, oltre a perseguire le aspettative di intervento sui mercati, avrebbe avuto anche un impatto positivo sulla biodiversità, migliorando, ad esempio, l'habitat per gli uccelli delle campagne, aumentando la copertura e l'estensione di angiosperme sui terreni agricoli, ed estendendo la diffusione, sui campi, della fauna artropoda. In realtà, la messa a riposo di terreni agricoli può produrre lo sviluppo di una densa vegetazione non particolarmente ricca di specie artropode, a seconda del tipo di terreno e di situazione su cui si va a intervenire, mentre la semina di prati erbosi su terreni sottratti alle colture può anch'essa produrre una copertura vegetale di modesto valore ecologico. In generale, si è visto che la cessazione dei fattori di disturbo colturali, e l'assenza di pressione antropica, conducono il set-aside non rotazionale a raggiungere, nell'arco di tempo da uno a tre anni, la fase di una densa cotica perenne a prato/prateria, quale risultato del normale avvicendamento vegetazionale.

### Set-asiderotazionale
Al fine di favorire l'impatto positivo sulla biodiversità, nel 1992 si andò a una modifica dell'orientamento, con l'introduzione del set-aside a rotazione, che portò a un miglioramento della biodiversità agricola, anche questo in dipendenza di alcuni fattori, come, ad esempio, la natura delle specie seminate: semine a trifoglio dei prati, a cereali, o con piante del genere Brassica, sono effettivamente in grado di migliorare l'habitat per gli insetti. Il set-aside rotazionale, a differenza di quello semplice, permette di raggiungere un risultato vegetazionale più vario, con la coesistenza di diverse specie botaniche, con piante spontanee da colture che convivono con piante annuali opportunistiche e con maggiori spazi di nuda terra. Studi condotti su questi ambienti risultanti dall'evoluzione del set-aside hanno mostrato come essi siano preferiti dalle specie selvatiche, come le allodole, durante l'inverno e l'estate.